# Fashion victim
Pour les articles homonymes, voir Fashion victim (homonymie).
Une fashion victim (« victime de la mode »), d'après Oscar de la Renta, considéré généralement comme le créateur de l'expression, est une personne qui est incapable d'identifier les frontières communément admises des styles vestimentaires. 

## Définition

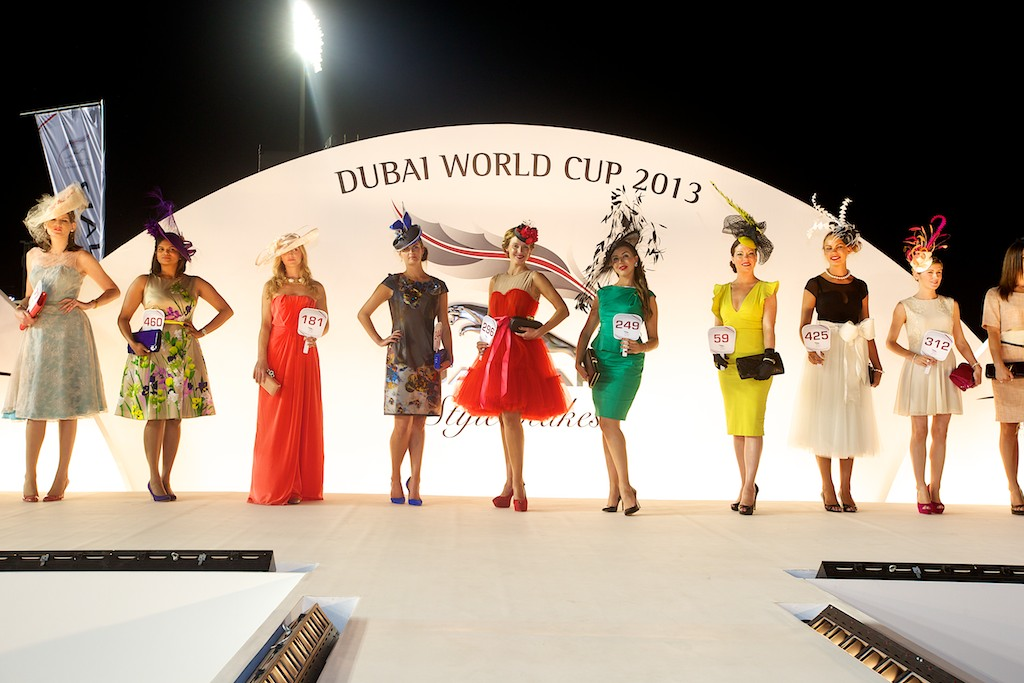
Concours entre fashionistas au Jaguar Style Stakes - Dubai World Cup 2013

Les fashion victims sont des victimes parce qu'elles sont à la merci des préjugés de la société, des intérêts commerciaux de l'industrie de la mode, ou des deux à la fois. Selon Diana Pemberton-Sikes, l'auteur du livre How to Spot a Fashion Victim, la fashion victim se reconnaît à trois éléments principaux : elle porte des vêtements à la mode même si ceux-ci sont disgracieux, elle accumule les pièces de mode souvent de façon obsessionnelle et elle est capable de prendre le contre-pied de la saison sous prétexte de s'afficher (bottes fourrées l'été ou jambes nues l'hiver par exemple).
D'après Versace : « Lorsqu'une femme change trop souvent d'apparence au fil des saisons, elle devient une victime de la mode ».

## Vocabulaire
Les médias utilisent des néologismes différents, ayant des nuances de définition, pour désigner les victimes féminines de la mode : outre la fashion victim, il y a 
- la fashionista[4] (incarnée à l'écran par Carrie Bradshaw de la série Sex and the City[2]),
- la fashion addict (que l'on retrouve dans le film Confessions d'une accro du shopping),
- la « modeuse » (représentée par exemple par Alexa Chung, Olivia Palermo ou Carine Roitfeld et de façon extrême par Anna Dello Russo) définie comme « fashion maniac »,
- la « recessionista » (cherchant à être à la mode à moindre prix)[5],
- la « fashionizer » (désignant une consommatrice de mode cherchant à créer la mode plutôt que de simplement la suivre)[2].